# Афанасьев, Алексей Николаевич
Алексе́й Никола́евич Афана́сьев (2 [15] сентября 1916 года — 5 августа 1968 года) — советский офицер-танкист, участник советско-финской и Великой Отечественной войн, в годы Великой Отечественной войны — командир танка 58-й гвардейской танковой бригады 8-го гвардейского танкового корпуса 2-й танковой армии 1-го Белорусского фронта, гвардии младший лейтенант, Герой Советского Союза (22.08.1944).

## Биография
Родился 2 (15) сентября 1916 года в деревне Койкары ныне Кондопожского района Карелии, в семье рабочего. Карел.
Окончив начальную школу в родной деревне, учился в семилетней школе села Спасская Губа, затем в 1934—1937 годах — на медицинском рабфаке в Петрозаводске. В 1937—1939 годах работал преподавателем труда и физкультуры в Юстозерской семилетней школе, затем механиком на Сунасплавстрое.
Осенью 1939 года призван в Красную армию Петровским райвоенкоматом Карельской АССР.
Принимал участие в советско-финской войне 1939—1940 годов в должности пулемётчика горнолыжного батальона.
С началом Великой Отечественной войны на фронте. Заместитель политрука А. Н. Афанасьев сражался на Ленинградском фронте, участвовал в строительстве «Дороги жизни», участвовал в боях по прорыву блокады Ленинграда. В 1943 году окончил курсы младших лейтенантов, затем в 1944 году Казанское танковое училище, и в звании младшего лейтенанта был назначен командиром танка в 58-ю танковую бригаду.
Командир танка «М-4 А2» 58-й гвардейской танковой бригады (8-й гвардейский танковый корпус, 2-я гвардейская танковая армия, 1-й Белорусский фронт) кандидат в члены ВКП(б) гвардии младший лейтенант Алексей Афанасьев отличился в боях за город Люблин (Польша).
23 июля 1944 года его танк первым ворвался в центр города, огнём и гусеницами уничтожил большое количество боевой техники и живой силы врага, рассеял колонну противника, потом захватил мост и удерживал его до подхода основных сил. В конце боя гвардии младшего лейтенанта Афанасьева выбросило из горящего танка взрывной волной. Обожжённого и контуженного, его подобрали местные жители.
Представляя командира танка А. Афанасьева к высшей награде Родины, командование и боевые товарищи считали его погибшим.
Указом Президиума Верховного Совета СССР от 22 августа 1944 года за образцовое выполнение боевых заданий командования на фронте борьбы с немецкими захватчиками и проявленные при этом мужество и героизм гвардии младшему лейтенанту Афанасьеву Алексею Николаевичу посмертно присвоено звание Героя Советского Союза.
Но мужественный офицер-танкист оказался жив. После длительного лечения в госпитале вернулся в строй. В Кремле ему были вручены орден Ленина и медаль «Золотая Звезда» (№ 7356).
Член ВКП(б) с 1944 года.
С осени 1944 года в составе войск 2-го Белорусского фронта гвардии лейтенант Алексей Афанасьев стал командиром танкового взвода. Сражаясь на боевой машине, подаренной тамбовскими колхозниками, он прошёл с боями Восточную Пруссию и дошёл до столицы гитлеровской Германии — Берлина.
24 июля 1945 года А. Н. Афанасьев участвовал в историческом Параде Победы в Москве на Красной площади.
В послевоенные годы Афанасьев А. Н. служил на офицерских должностях в танковых войсках Советской Армии. В 1951 году окончил Высшую офицерскую школу самоходной артиллерии.
С 1960 года майор Афанасьев А. Н. — в запасе. Проживал и трудился в столице Карелии — городе Петрозаводске, активно участвовал в партийной и общественной жизни, в военно-патриотическом воспитании молодежи.
Скончался 5 августа 1968 года.

## Награды и звания

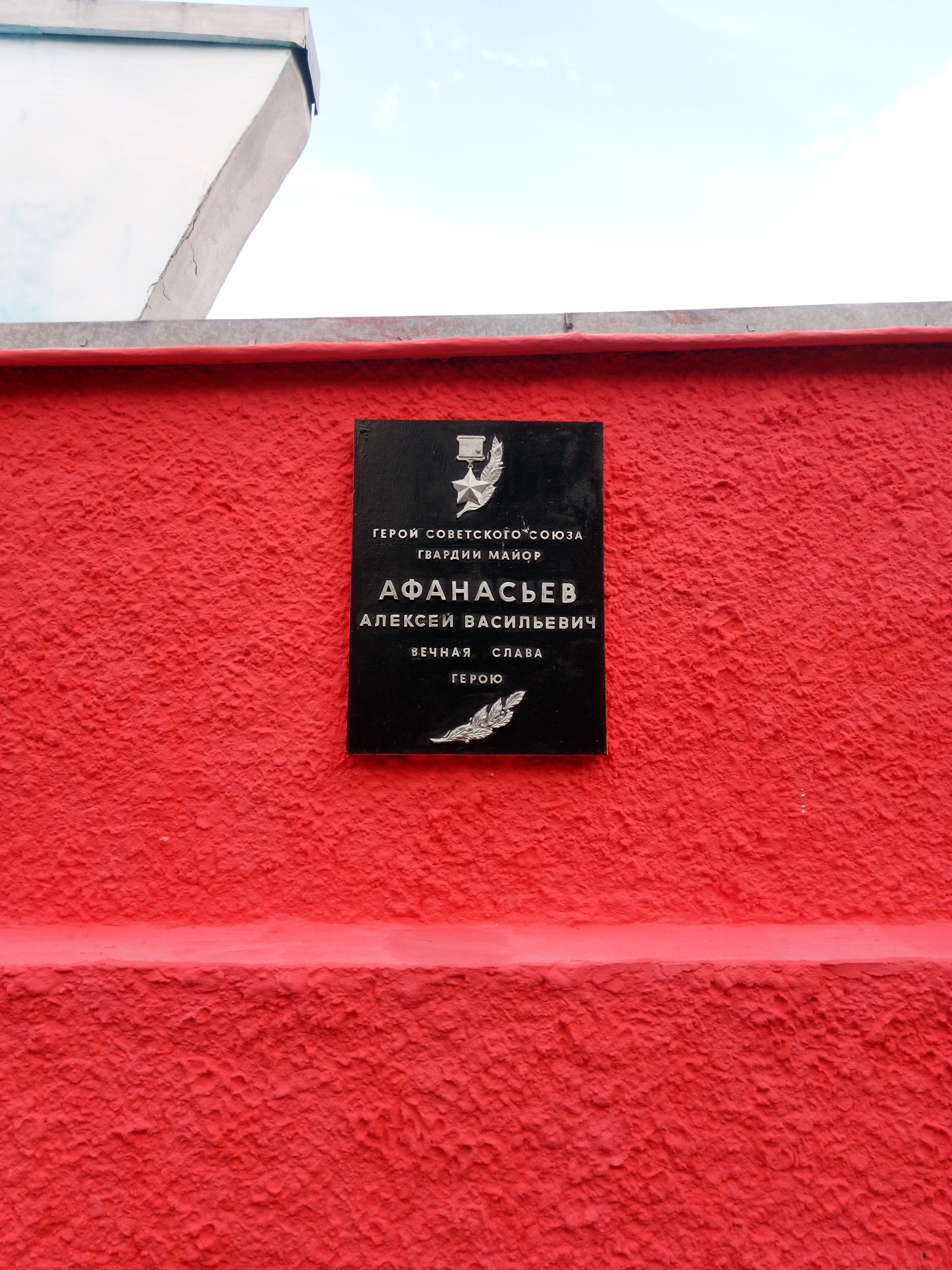
Марьина Горка. Мемориал 8-й танковой дивизии. Памятная доска.

- Медаль «Золотая Звезда» Героя Советского Союза
- Орден Ленина
- Орден Красной Звезды
- Медали, в том числе:
  - Медаль «За победу над Германией в Великой Отечественной войне 1941—1945 гг.»
  - Юбилейная медаль «Двадцать лет Победы в Великой Отечественной войне 1941—1945 гг.»

## Память

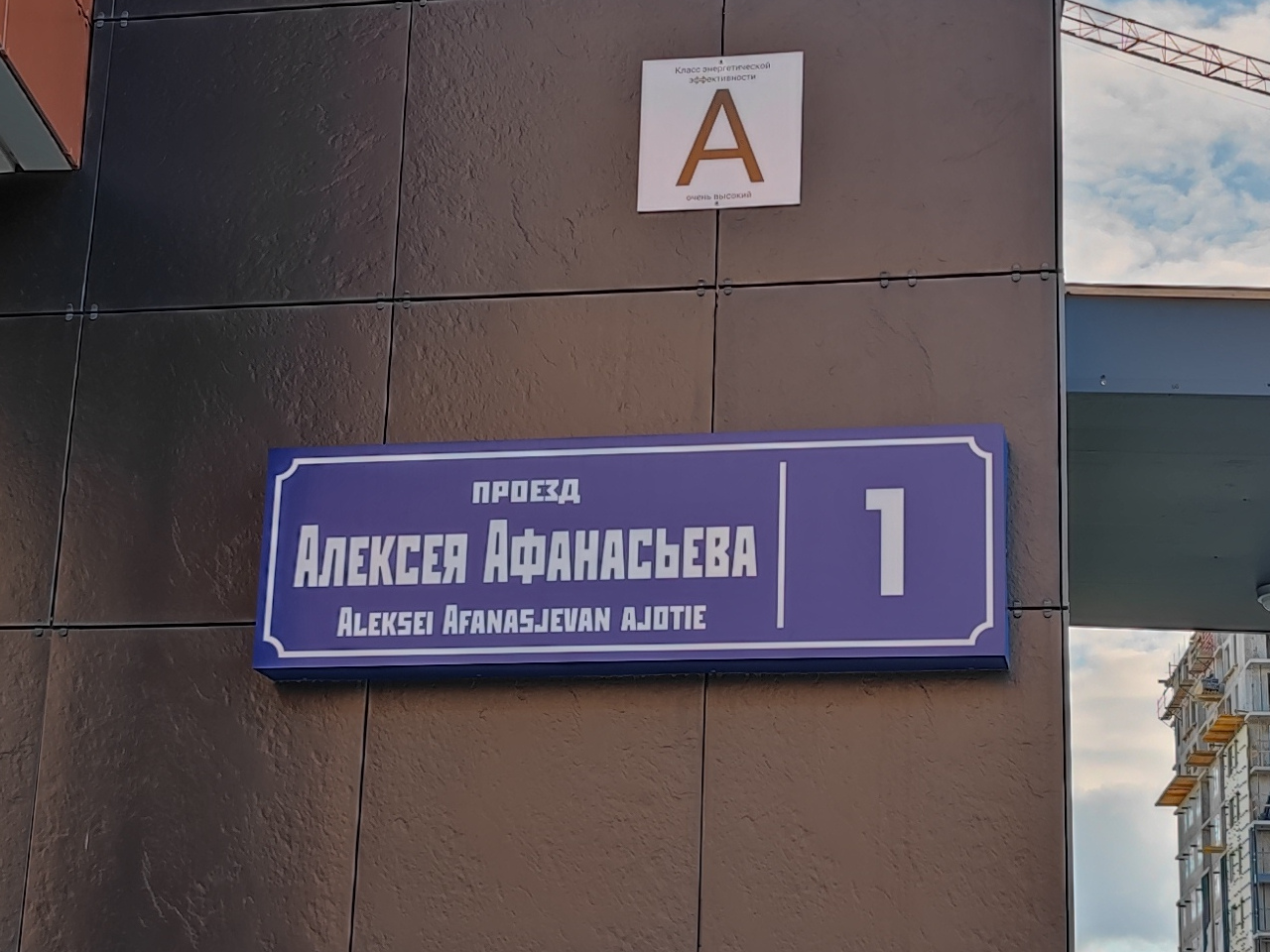
Адресная табличка на доме в проезде Алексея Афанасьева (Петрозаводск)

- Похоронен на Сулажгорском кладбище города Петрозаводска.
- В посёлке городского типа Гирвас установлена мемориальная доска.
- Портрет А. Н. Афанасьева, как и всех 28-и Героев Советского Союза, — сынов и дочерей Карелии, установлен в Галерее Героев Советского Союза, открытой в 1977 году в столице Карелии городе Петрозаводске в районе улиц Антикайнена и Красной.
- В честь героя в Петрозаводске назван проезд в ЖК «Каскад» (район Древлянка).
- Портрет А. Н. Афанасьева в галерее Мемориала «Герои Советского Союза — земляки» (улица Пролетарская между домами № 10 и 14) в Кондопога Республика Карелия.
- В Марьина Горка (Беларусь). Мемориал в честь 8-й Гвардейской Краснознаменной танковой дивизии. Один из памятных знаков посвящён Герою.
- 7 мая 2025 года в городе Петрозаводске в проезде Алексея Афанасьева открыта мемориальная доска в честь героя[2].